# Bénédicte Van der Maar
Bénédicte Van der Maar est une photographe documentaire et artiste française à Paris. 

## Biographie
Bénédicte Van der Maar s'initie à la photographie de studio avec un ami disciple de Jean-Loup Sieff. Elle photographie ses amis, des comédiennes, des danseuses, qui seront exposées à Montrouge. Elle part faire des clichés à New York, en Italie, en Israël puis en Inde. Ses Accumulations floues à partir de ces clichés sont remarquées par la Galerie d'art Le Simoun, qui expose son travail à Paris en 2007. En 2008, le quotidien France-Soir publie l'une de ses photos intitulée The New-Yorker. Sa série d'œuvres photographiques conceptuelles Fragiles est exposée à la Nuit de la photographie contemporaine à Paris. Ce travail questionne sur la femme, sa place dans notre société à travers différentes cultures,.
En 2010, son travail est propulsé dans l'univers de l'art contemporain, lors d'une vente aux enchères, par Pierre Cornette de Saint-Cyr ,,. En novembre, elle part en Haïti, photographie la lutte quotidienne à la Cité Soleil. Les Enfants du choléra est diffusé par Médecins sans frontières. En 2011, elle suit Little Buddha à travers la jungle népalaise, son reportage photographique sera publié par Paris Match. « Dans sa photographie elle s’attache à l’être humain dans différentes régions du monde [...]. Elle est en bonne position dans la nouvelle photographie contemporaine et sociale française » écrit le commissaire d'exposition allemand Martin Leyer-Pritzkow. 

En 2018 elle rejoint le studio Hans Lucas et est nommée à la commission des images fixes de  la Scam.

## Travail
Bénédicte Van der Maar travaille sur la fragilité. Elle se place avec ses séries photographiques Never Ending et Fragile dans la tradition de la photographie française de Robert Doisneau, Willy Ronis et Henri Cartier-Bresson, qui après la Seconde Guerre mondiale, montrent les gens confrontés aux différentes situations de la vie quotidienne auxquels ils sont soumis. Bénédicte Van der Maar développe sa façon de photographier, elle se concentre sur les thèmes humains. Dans ses portraits photographiques, elle aborde les enjeux sociaux, économiques, culturels, elle montre également les discriminations, comme l’exploitation et l’asservissement des femmes et des enfants. 
« Je m’intéresse avant toute chose aux droits humains. Aux droits de l’homme et en particulier à ceux de la femme. Les femmes sont fortes mais leur statut est fragile. On le vérifie partout. Le regard de l’homme est toujours différent selon les différentes cultures, les différentes philosophies, religions. Donc, on existe à chaque fois différemment. Parce qu’on vit "par rapport à". On montre une image sublime de la femme dans la mode, dans la publicité, on ne montre pas la vie quotidienne. C’est ce que je montre ». explique la photographe pendant une interview dans le cadre de l’exposition “La femme” de la galerie Versus & Versus, en 2014.
Elle réalise le portrait d’Inna Shevchenko, couverture du livre Femen de Massimo Ceresa, sorti en 2016,.

## Dernières expositions
- 2017 C'est quoi ta France, exposition collective au 100, Paris[15].
- 2015 Good Earth , exposition collective pour la COP21 et la Fondation GoodPlanet, Earth Gallery, Paris[16].
- 2015 Exposition  personnelle, Grands Moulins de Pantin, Paris.
- 2014 La femme, exposition collective, Galerie Versus & Versus, Paris[11].
- 2013 ArtPhoto Champs-Élysées, Paris
- 2013 Lux Festival, Le Touquet
- 2012 Absurde, ArtPhoto 2012, Paris
- 2012 Portraits de voyages & Fragiles, Nuit de la Photographie Contemporaine, Paris
- 2010 Fragile sculpture, exposition collective, Galerie Maubert, Paris[17].
- 2010 Women, Women, exposition personnelle, Le Paname, Paris
- 2009 Ils exposent pour la vie, exposition collective, Hôtel de Ville de Paris[18].
- 2008 New-York, Exposition collective, Galerie Memmi, Paris.
- 2008 Accumulations Nuit de la Photographie Contemporaine, Paris[19].
- 2007 What Else, exposition personnelle, Galerie La Simoun, Paris[20].